# Capitole de l'État du Tennessee
Le Capitole de l'État du Tennessee, construit entre 1845 et 1859 par l'architecte William Strickland, se trouve à Nashville, capitale de l'État. Il est inscrit depuis 1970 au Registre national des lieux historiques.
Il est le siège des bureaux du gouverneur et de l'Assemblée générale de l'État. C'est l'un des exemples les plus importants de l'architecture néo-grecque.

## Conception
Le Capitole d'État a été conçu par le célèbre architecte de Philadelphie William Strickland qui l'a conçu d'après un temple ionique grec. La structure de lanterne proéminente située au-dessus de la ligne de toit est un design basé sur le monument chorégique de Lysicrate à Athènes qui honore le dieu grec Dionysos engageant la bataille contre les pirates tyrrhéniens. 

## Commémoration
Les statues de deux des trois anciens résidents du Tennessee qui ont servi en tant que président des États-Unis ont été érigé sur le site : Andrew Jackson et Andrew Johnson ; le troisième James K. Polk y est enterré avec sa femme, Sarah Childress Polk. Parmi d'autres monuments, se situe le mémorial de Sergent Alvin C. York par Felix de Weldon

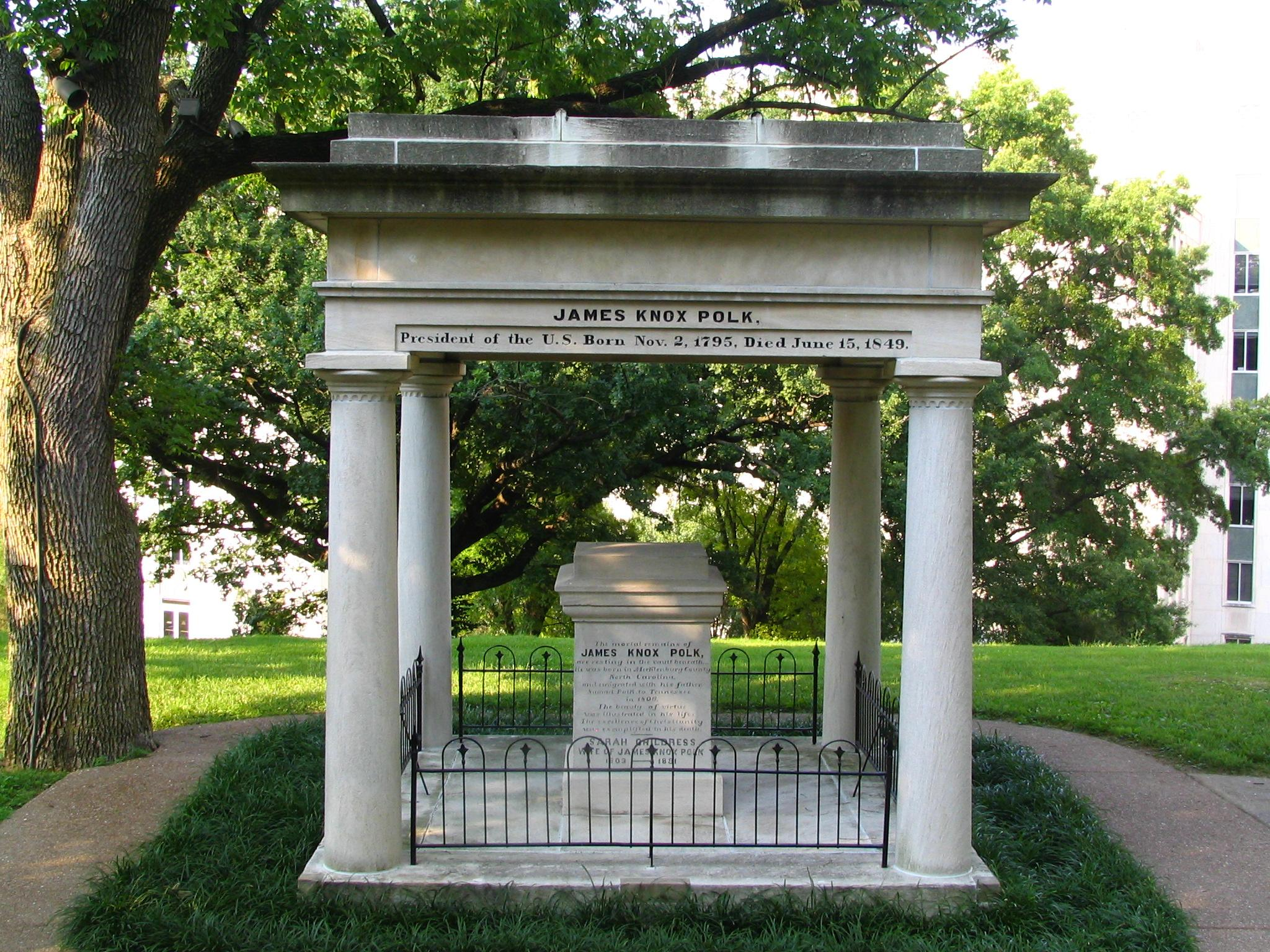
Tombe de James K. Polk, 11ème président des États-Unis, et de sa femme Sarah Polk.
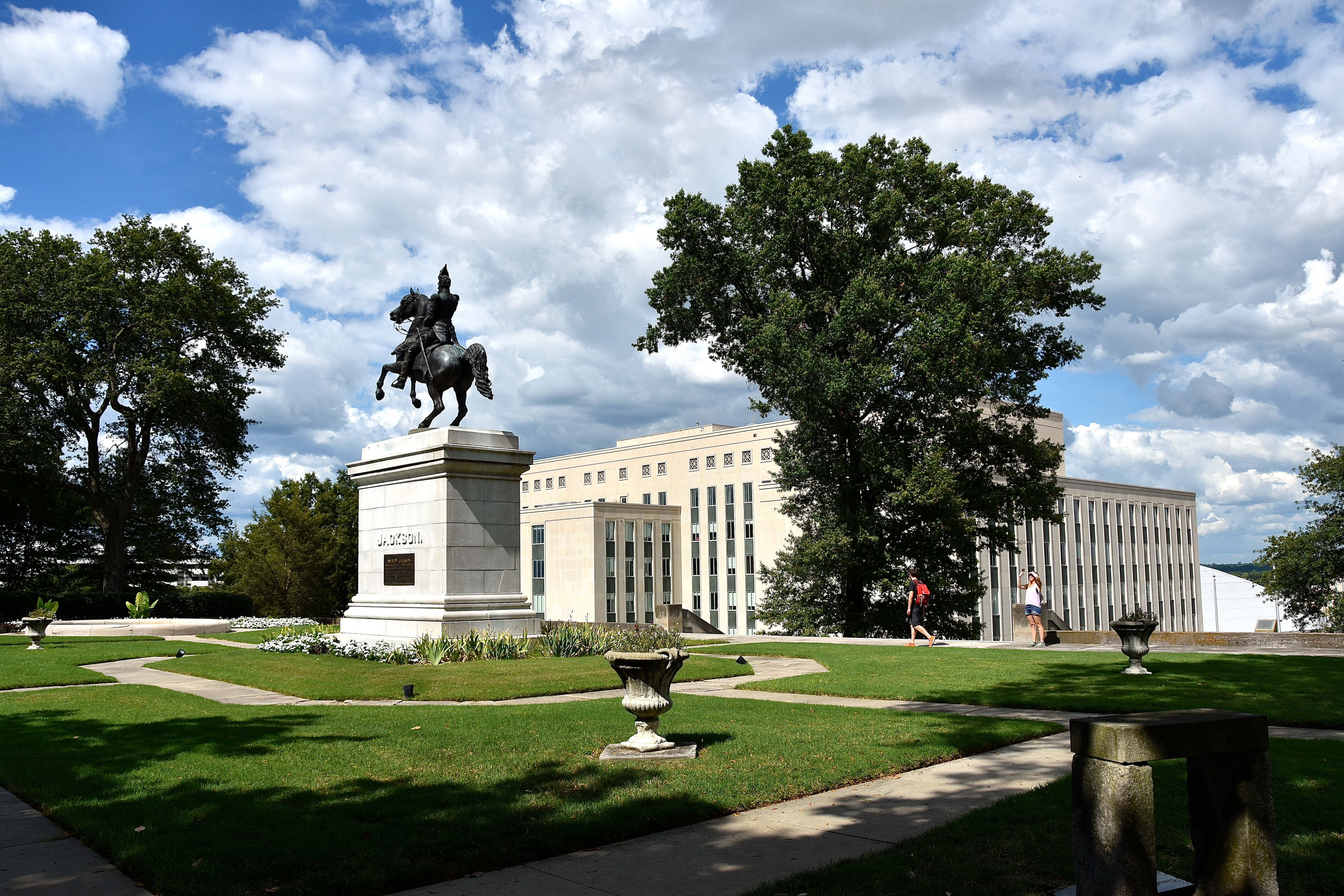
Statue équestre d'Andrew Jackson.
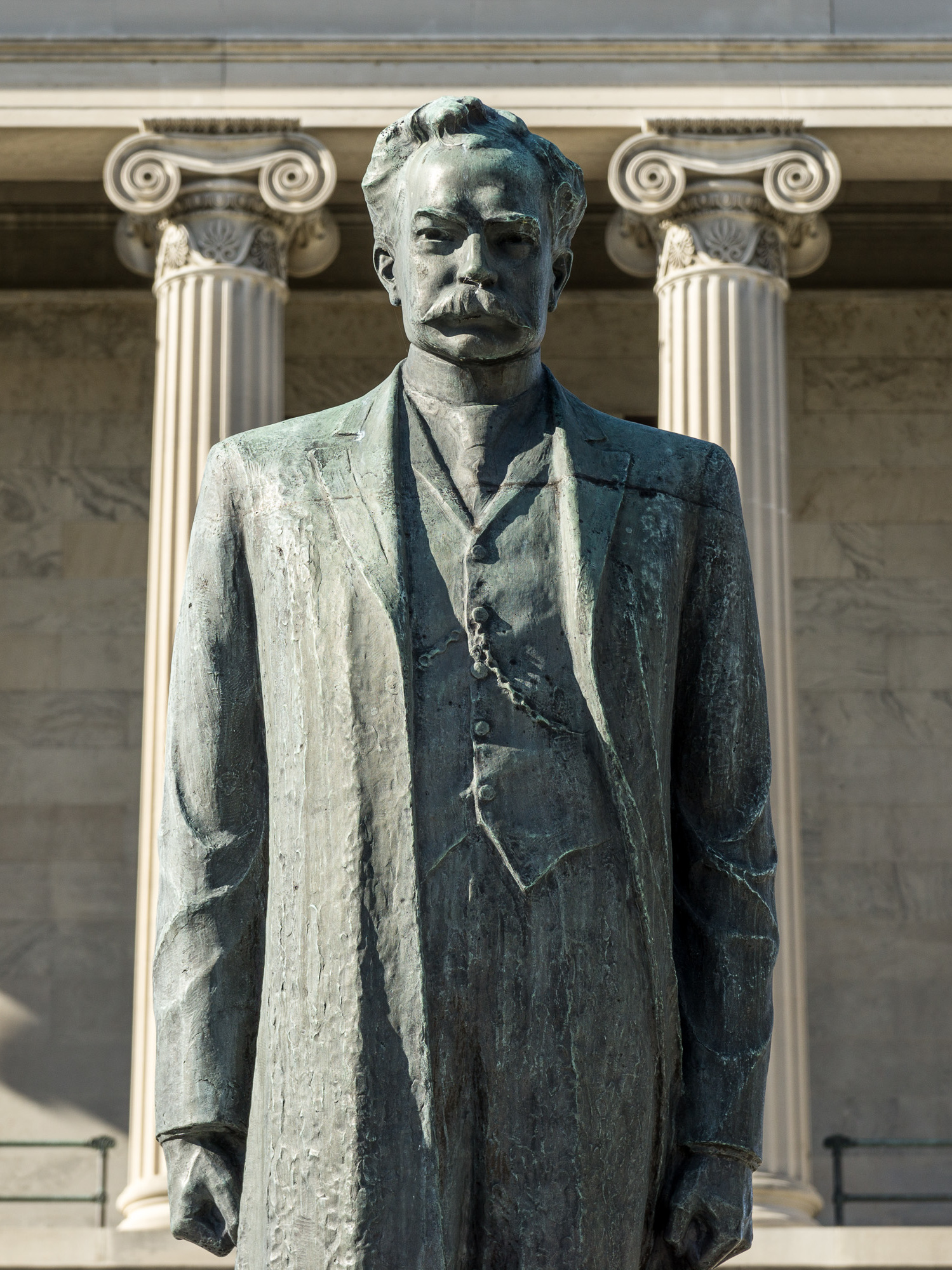
Statue d'Edward Cormack.

L'intérieur du bâtiment a abrité un buste de Nathan Bedford Forrest dont la présence a été controversée depuis sa dédicace. L'Assemblée générale a proposé en 2017 de déplacer le buste au musée d'État du Tennessee.

## Source
- (en) Cet article est partiellement ou en totalité issu de l’article de Wikipédia en anglais intitulé « Tennessee State Capitol » (voir la liste des auteurs).